# Leo Landau (Anwalt)

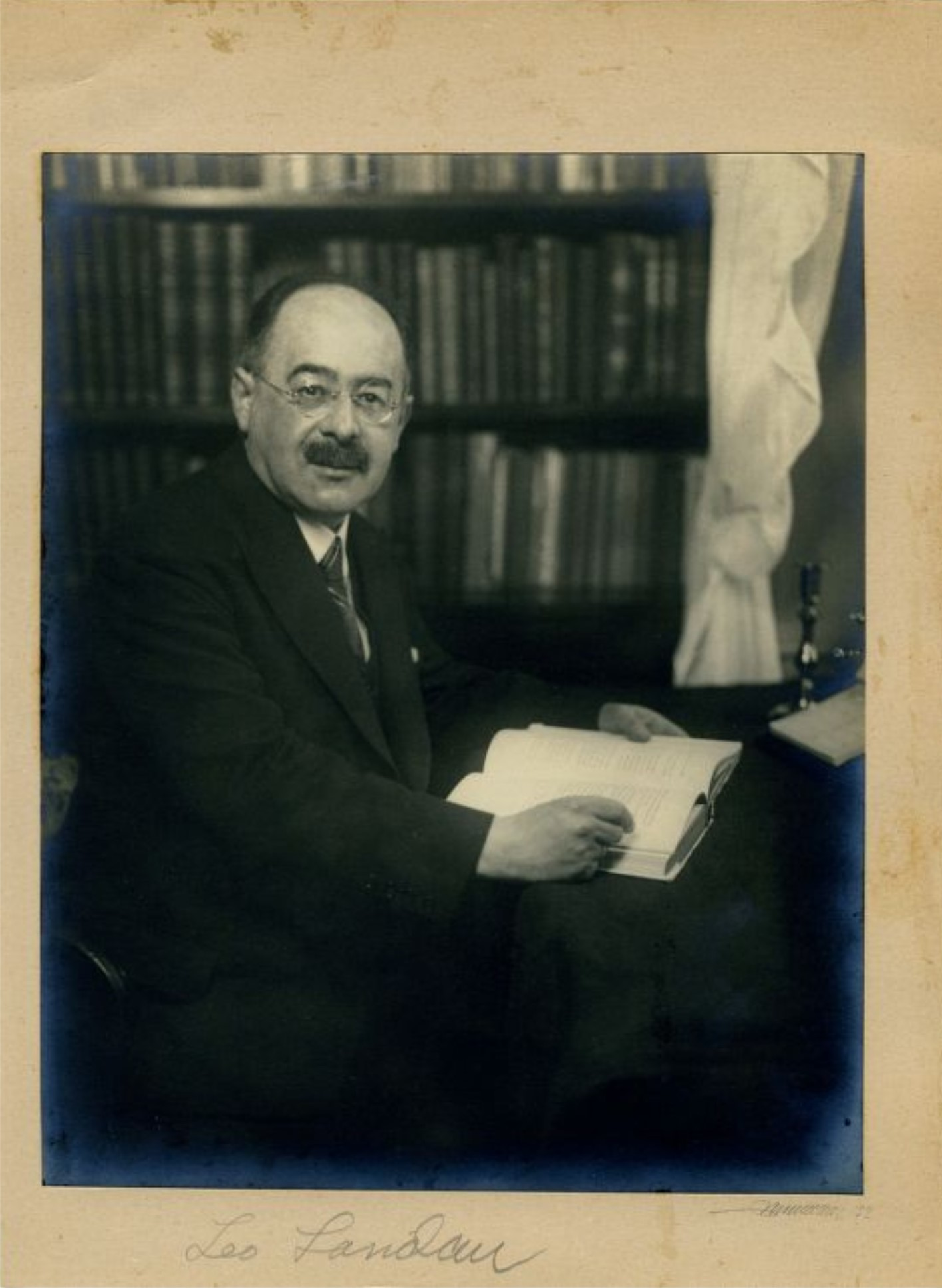
Leo Landau (1932)

Leo Landau (* 13. September 1880 in New York City; † 19. September 1960 in Kloten, Schweiz) war ein Rechtsanwalt und Zionist.

## Leben
Seine Vorfahren stammten aus Landau in der Pfalz. Seine Eltern waren Flora geb. Baer und der Kaufmann Gustav Landau. Sein Vater erwarb für seine Familie die deutsche Staatsbürgerschaft, zog im April 1887 nach Lübeck und arbeitete im Bank- und Lotterie-Geschäft. 1895 wurde Gustav Bürger des Freistaats. 
Leo besuchte das Katharineum zu Lübeck bis zum Abitur Ostern 1890. Danach begann er in Lausanne das Studium der Philosophie, Literatur und Kunst des klassischen Altertums. Ende 1900 bis 1902 studierte er in Berlin, wo er zur juristischen Fakultät wechselte. Daneben interessierte er sich für Nationalökonomie, Geschichte, Literatur und forensische Psychiatrie. Er wechselte dann nach Kiel, wo er Anfang 1904 die erste juristische Prüfung bestand. Als Referendar begann er den Vorbereitungsdienst am Landgericht Lübeck. 1904 wurde er in Rostock mit der von Franz Bernhöft betreuten Dissertation “Liegt im § 389 des Bürgerlichen Gesetzbuches eine Abweichung vom gemeinen Rechte?” zum Dr. jur. promoviert.

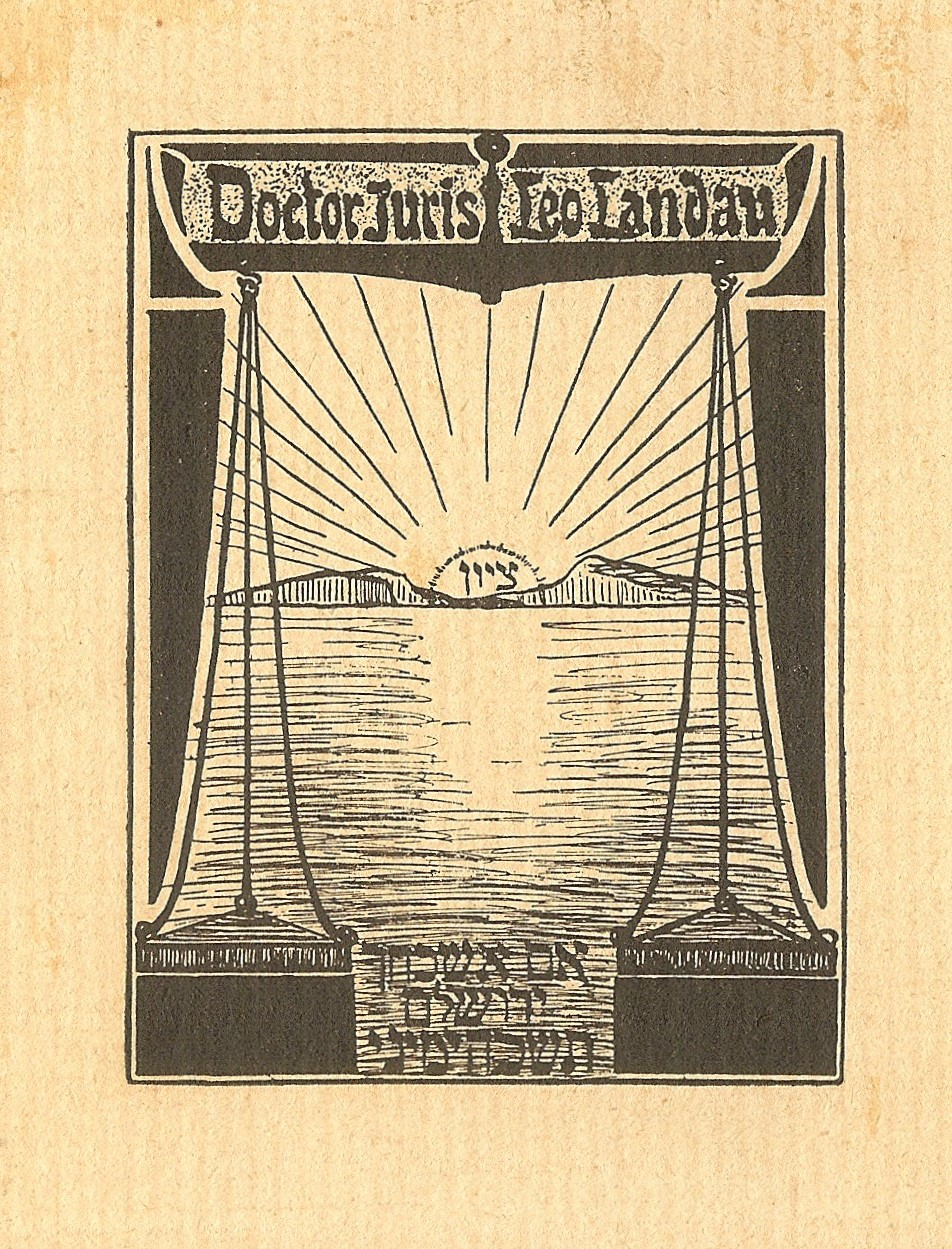
Exlibris Leo Landau (1904) mit Psalm 137,5

1897 hatte der Wiener Student Carl Grenzer ihm und seinem Vater in Lübeck von Theodor Herzl und der Kadimah (Studentenverbindung) berichtet. Als 1902 der Hamburger Neurologe Ernst Kalmus (1864–1959) in Lübeck eine zionistische Ortsgruppe gründete, trat Leo ihr sofort bei und leitete die zionistische Bibliothek. Dabei lernte er Charlotte, die Tochter von Siegfried Mühsam kennen. Am 10. April 1904 gründete Landau zusammen mit Ephraim Adler in Lübeck die 62. Esra-Loge Deutschlands, in der er mehrmals als Präsident amtierte, bis er 1912 zum Mitglied der Großloge für Deutschland erwählt wurde. Ab 1902 war er mehrfach Vorsitzender der Lübecker zionistischen Ortsgruppe, nahm an zahlreichen europäischen Delegiertentagungen und an mehreren zionistischen Kongressen teil. 
Von Hause aus konservativ-bürgerlich eingestellt sympathisierte er in der Weimarer Zeit mit den sozialistischen Lehren, blieb aber parteilos, da „die ihm wegen ihrer Lohn- und Arbeitspolitik die Wirtschaft oft zu gefährden schienen“.
Nachdem er am 15. Januar 1908 vor dem Oberlandesgericht Hamburg die zweite juristische Prüfung abgelegt hatte, wurde er vom Lübecker Senat zur Rechtsanwaltschaft zugelassen und eröffnete am 1. April eine eigene Kanzlei. Im Dezember heiratete er Charlotte, mit der er die Kinder Gustav (1909–2004, Bauingenieur), Hans Theodor (1912–2005, Klassischer Philologe sowie Archäologe) und Eva (1914–2009, Lehrerin, ⚭ Joel) hatte. 1911 kauften sie ein Haus in der Moislinger Allee 20. Am 9. Juli 1912 wurde er als Notar vereidigt. 
Bei Ausbruch des Ersten Weltkriegs war er nur garnisonsverwendungsfähig und wurde zusammen mit dem Prokuristen Wilhelm Jöllenbeck mit der Leitung und Sanierung der 1874 gegründeten chemischen Fabrik des Apothekers Wilhelm Theodor Wengenroth (1843–1916) in Wilhelmshöhe betraut. Fritz Wengenroth nahm ihn später als stillen Gesellschafter in die Firma auf. Ab 1912 war er auch juristischer Berater der großen römisch-katholischen Gemeinde in Lübeck. Freude bereitete ihm seine Tätigkeit als Notar der Reichsbank. 
Seine Mutter war im Dezember 1914 ins Familienhaus eingezogen. Seine Frau war ab etwa 1925 Mitglied des Jüdischen Frauenbunds und half bei der Gründung des Heims des Jüdischen Frauenbundes in Wyk auf Föhr.
Nachdem er von Jugend an als Zionist für den Wiederaufbau Palästinas als Heimstätte des jüdischen Volkes mitgearbeitet hatte, reiste er im März 1924 dorthin und erwarb „aus sentimentalen Gründen“ ein Grundstück am Berg Karmel nahe Haifa. Als seine Frau ihn im nächsten Jahr auf der Reise via Triest, Alexandria, Kairo und auf dem Landweg nach Jerusalem begleitete, war sie begeistert. Wegen der Ausbildung der Kinder blieben sie jedoch in Deutschland. 
1928 erwarb er sein Haus in der Vorstadt Lübeck-St. Jürgen, Kronsforder Allee Nr. 10. Nach dem 30. Januar 1933 wurde für die Familie die politische Atmosphäre unerträglich, und sie begannen ihre Emigration vorzubereiten und entrichteten die Reichsfluchtsteuer. Sein Schwager Erich fand im Sommer 1934 den Tod. Als Landau sein 25-jähriges Anwaltsjubiläum feiern wollte, kündigte Julius Streicher für diesen Tag den Judenboykott an, worauf Landau seinen Beschluss auszuwandern bekanntgab. Sein Sozius wurde mit der Abwicklung seiner Immobilien betraut. Der Vorstand der Hanseatischen Anwaltskammer in Hamburg strich ihn aus der Anwaltsliste. Vom 4. bis 17. April reiste das Paar mit Hans, Eva und seiner Mutter nach Haifa. Gustav folgte wegen seines Examens erst im Oktober mit seiner Braut. 
In Haifa schloss Leo Landau sich als Anwalt einer Bürogemeinschaft an, fungierte als Wirtschaftsberater und gründete den Religionsverein Agudath Achim. Nachdem er auf einer Reise durch die Schweiz verstorben war, wurde er in Haifa beigesetzt.

## Werke
- Liegt im § 389 des Bürgerlichen Gesetzbuches eine Abweichung vom gemeinen Rechte? Lübeck: Werner & Hörnig 1904, zugl. Rostock, Jur. Fak., Ref. Bernhöft, Diss. v. 31. Okt. 1904